# 1-Allyl-3-methylimidazoliumchlorid
1-Allyl-3-methylimidazoliumchlorid ist eine ionische Flüssigkeit (auch: ionic liquid oder Flüssigsalz), also ein Salz, dessen Schmelzpunkt unter 100 °C liegt.

## Darstellung
Die Darstellung kann durch Reaktion von 1-Methylimidazol mit Allylchlorid bei 80 °C erfolgen.

## Verwendung
1-Allyl-3-methylimidazoliumchlorid dient als Ausgangssubstanz für viele andere ionische Flüssigkeiten, die das 1-Allyl-3-methylimidazolium-Kation tragen. Es wird zum Lösen und Modifizieren von Cellulose genutzt sowie auf seine Fähigkeit, CO2 zu lösen, untersucht.